# Piotr Borys
Piotr Borys, né le 11 janvier 1976, est un député européen polonais. Membre du parti Plate-forme civique, il fait partie du groupe du Parti populaire européen. Il est membre de la commission de la culture et de l'éducation.

## Biographie
En 2001, il est diplômé de la Faculté de droit et d'administration de l'Université de Wrocław. Au début de sa carrière, il  travaille à l'agence de développement régional "Arleg" à Legnica. De 2003 à 2006, il dirige la société Aquapark Polkowice. Dans les années 1998-2002, il a siégé au conseil municipal de la ville de Lubin.
À partir de 2003, il a été élu conseiller de Basse-Silésie. Au deuxième mandat, il était vice-président du conseil régional, puis nommé au conseil de la voïvodie. Il reste à cette fonction après les élections du gouvernement local en 2006. En mars 2008, dans le nouveau bureau, il devient vice-maréchal.
En 2006,  après la disparition du parti Union pour la liberté, il  rejoint la Plate-forme civique. En 2001, il a sans succès candidaté à la Diète.En 2009 il est élu député européen . Au Parlement européen, il est devenu membre de la délégation pour les relations avec l'Afghanistan, de la délégation pour les relations avec l'Asie centrale, de la commission des affaires juridiques et de la commission de la culture et de l'éducation et membre du groupe du parti populaire européen. En 2014, il ne se représente pas, décidant de se présenter au Sénat polonais, l'année suivante.